# コリドノ
コリドノ（ロシア語: Корьдно）はキエフ・ルーシ期の居住地であり、東スラヴ系部族連合の１つヴャチチ族の首都的な地位にあったと考えられている。
コリドノは、キエフ大公ウラジーミル・モノマフの残した『モノマフ公の庭訓(ru)』中に名が記されている。その現在地は明らかではなく、カルーガ州コルノエ(ru)またはゴロドニャ、トゥーラ州カルニキ、オリョール州カルナジ(ru)などを挙げる仮説はあるが、定説は打ち出されていない。また、コリドノとは「ドン川の上流」の意味であるという説もある。